# Збірна Сербії з футболу
Збірна Сербії з футболу (серб. Фудбалска репрезентација Србије / Fudbalska reprezentacija Srbije) — національна команда, яка представляє Сербію в міжнародних турнірах і зустрічах з футболу. Є правонаступником збірних Югославії і Сербії і Чорногорії. Існувала як збірна Югославії до лютого 2003 року, потім виступала під ім'ям збірної Сербії і Чорногорії, з 28 липня 2006 перейменована в збірну Сербії.
Збірна Сербії рідко зустрічається зі збірними з країн екс-Югославії через напружені відносини між країнами.

## Чемпіонат світу
- 1930–2006 — не брала участі, входила до складу Югославії і Сербії і Чорногорії
- 2010 — груповий турнір.
- 2014 — не пройшла кваліфікацію.
- 2018 — груповий турнір.
- 2022 — груповий турнір.

## Чемпіонат Європи
- 1960–2004 — не брала участі, входила до складу Югославії і Сербії і Чорногорії
- 2008 — не пройшла кваліфікацію
- 2012 — не пройшла кваліфікацію
- 2016 — не пройшла кваліфікацію
- 2020 — не пройшла кваліфікацію
- 2024 — груповий етап

## Матчі зУкраїною
| Дата              | Статус                               | Господар | Рахунок | Гість   | Місце проведення (к-ть глядачів) | Голи                                               |
| ----------------- | ------------------------------------ | -------- | ------- | ------- | -------------------------------- | -------------------------------------------------- |
| 26 березня 2008   | товариський                          | Україна  | 2:0     | Сербія  | Стадіон «Динамо» (11 тис.)       | Шевченко (54) Назаренко (57)                       |
| 11 лютого 2009    | Кубок Кіпрської футбольної асоціації | Сербія   | 0:1     | Україна | Стадіон «Нео ГСП» (450)          | Назаренко (16)                                     |
| 15 листопада 2016 | товариський                          | Україна  | 2:0     | Сербія  | «Металіст»                       | Шахов (38) Ярмоленко (87) (пен.)                   |
| 7 червня 2019     | відбір до ЄВРО 2020                  | Україна  | 5:0     | Сербія  | Арена Львів                      | Циганков (26, 28) Коноплянка (46, 75) Яремчук (59) |
| 17 листопада 2019 | відбір до ЄВРО 2020                  | Сербія   | 2:2     | Україна | ім. Райко Митича                 | Яремчук (32) Бєсєдін (90+3)                        |

## Поточний склад
Наступні 26 гравців були оголошені у списку збірної для участі у Євро-2024.
Вік гравців наведено на день початку змагання (14 червня 2024 року), дані про кількість матчів і голів — на 17 травня 2024 року.
| №  | Поз. | Гравець                 | Дата народження (вік)            | Ігри | Голи | Клуб                 |
| -- | ---- | ----------------------- | -------------------------------- | ---- | ---- | -------------------- |
| 1  | ВР   | Предраг Райкович        | 31 жовтня 1995 (вік 28 років)    | 31   | 0    | Мальорка             |
| 23 | ВР   | Ваня Милинкович-Савич   | 20 лютого 1997 (вік 27 років)    | 18   | 0    | Торіно               |
| 12 | ВР   | Джордже Петрович        | 8 жовтня 1999 (вік 24 роки)      | 3    | 0    | Челсі                |
|    |      |                         |                                  |      |      |                      |
| 6  | ЗХ   | Неманья Гудель          | 16 листопада 1991 (вік 32 роки)  | 60   | 1    | Севілья              |
| 4  | ЗХ   | Никола Миленкович       | 12 жовтня 1997 (вік 26 років)    | 51   | 3    | Фіорентіна           |
| 2  | ЗХ   | Страхиня Павлович       | 24 травня 2001 (вік 23 роки)     | 33   | 3    | Ред Булл (Зальцбург) |
| 25 | ЗХ   | Філіп Младенович        | 15 серпня 1991 (вік 32 роки)     | 30   | 1    | Панатінаїкос         |
| 13 | ЗХ   | Милош Велькович         | 26 вересня 1995 (вік 28 років)   | 29   | 1    | Вердер               |
| 24 | ЗХ   | Урош Спаїч              | 13 лютого 1993 (вік 31 рік)      | 20   | 0    | Црвена Звезда        |
| 15 | ЗХ   | Срджан Бабич            | 22 квітня 1996 (вік 28 років)    | 8    | 1    | Спартак (Москва)     |
| 3  | ЗХ   | Неманья Стоїч           | 15 січня 1998 (вік 26 років)     | 1    | 0    | ТСЦ                  |
|    |      |                         |                                  |      |      |                      |
| 10 | ПЗ   | Душан Тадич (капітан)   | 20 листопада 1988 (вік 35 років) | 106  | 22   | Фенербахче           |
| 11 | ПЗ   | Филип Костич            | 1 листопада 1992 (вік 31 рік)    | 62   | 3    | Ювентус              |
| 20 | ПЗ   | Сергій Милинкович-Савич | 27 лютого 1995 (вік 29 років)    | 49   | 8    | Аль-Гіляль (Ер-Ріяд) |
| 5  | ПЗ   | Неманья Максимович      | 26 січня 1995 (вік 29 років)     | 48   | 0    | Хетафе               |
| 22 | ПЗ   | Саша Лукич              | 13 серпня 1996 (вік 27 років)    | 44   | 2    | Фулгем               |
| 14 | ПЗ   | Андрія Живкович         | 11 липня 1996 (вік 27 років)     | 44   | 1    | ПАОК                 |
| 21 | ПЗ   | Міят Гачинович          | 8 лютого 1995 (вік 29 років)     | 26   | 2    | АЕК (Афіни)          |
| 17 | ПЗ   | Іван Ілич               | 17 березня 2001 (вік 23 роки)    | 14   | 0    | Торіно               |
| 16 | ПЗ   | Срджан Мияїлович        | 10 листопада 1993 (вік 30 років) | 7    | 0    | Црвена Звезда        |
| 19 | ПЗ   | Лазар Самарджич         | 24 лютого 2002 (вік 22 роки)     | 7    | 0    | Удінезе              |
| 26 | ПЗ   | Велько Бірманчевич      | 5 березня 1998 (вік 26 років)    | 3    | 0    | Спарта (Прага)       |
|    |      |                         |                                  |      |      |                      |
| 9  | НП   | Александар Митрович     | 16 вересня 1994 (вік 29 років)   | 89   | 57   | Аль-Гіляль (Ер-Ріяд) |
| 8  | НП   | Лука Йович              | 23 грудня 1997 (вік 26 років)    | 33   | 10   | Мілан                |
| 7  | НП   | Душан Влахович          | 28 січня 2000 (вік 24 роки)      | 25   | 13   | Ювентус              |
| 18 | НП   | Петар Ратков            | 18 серпня 2003 (вік 20 років)    | 1    | 0    | Ред Булл (Зальцбург) |